# Гленн (округ)
Гленн (англ. Glenn) — округ, расположенный в северной части штата Калифорния в Калифорнийской долине. Население округа, по данным переписи 2000 года, составляет 26 453 человека. Окружной центр Гленна — город Уиллоус.

## История
Округ Гленн был образован в 1891 году из части территорий округа Колуса. Своим названием округ обязан Хью Гленну, крупному пшеничному фермеру.

## География
Общая площадь округа равняется 3436,9 км², из которых 3405,8 км² (99,07%) составляет суша и 31,1 км² (0,93%) — вода.

### Климат
Согласно данным представленным Национальной метеорологической службой США, по системе классификации климатов Кёппена, в округе Гленн преимущественно тёплый летний средиземноморский климат, который на климатических картах сокращённо обозначается аббревиатурой «Csa».

### Соседние округа
На севере Гленн граничит с округом Техейма, на востоке с округом Бьютт, на юге с Колусой, на юго-западе с округом Лейк, на западе с Мендосино.

### Города
В округе расположено два города:
- Уиллоус
- Орленд

## Демография
По данным переписи 2000 года, население Гленна составляет 26 453 человека, 9 172 домохозяйства и 6 732 семьи, проживающих в округе. Плотность населения равняется 8 чел/км². В округе 9 982 единиц жилья со средней плотностью 3 ед/км². 

Возрастная пирамида округа

Расовый состав округа включает 71,78% белых, 0,59% чёрных или афроамериканцев, 2,09% коренных американцев, 3,38% азиатов, 0,13% выходцев с тихоокеанских островов, 18,18% представителей других рас и 3,86% представителей двух и более рас. 29,64% из всех рас — латиноамериканцы.
Из 9 172 домохозяйств 38,1% имеют детей в возрасте до 18 лет, 56,7% являются супружескими парами, проживающими вместе, 10,9% являются женщинами, проживающими без мужей, а 26,6% не имеют семьи. 22,0% всех домохозяйств состоят из отдельных лиц, в 10,7% домохозяйств проживают одинокие люди в возрасте 65 лет и старше. Средний размер домохозяйства составил 2,84, а средний размер семьи — 3,33.
В округе проживает 30,8% населения в возрасте до 18 лет, 8,7% от 18 до 24 лет, 26,8% от 25 до 44 лет, 20,7% от 45 до 64 лет, и 13,0% в возрасте 65 лет и старше. Средний возраст населения — 34 года. На каждые 100 женщин приходится 102,2 мужчин. На каждые 100 женщин в возрасте 18 лет и старше приходится 99,5 мужчин.
Средний доход на домашнее хозяйство составил $32 107, а средний доход на семью $37 023. Мужчины имеют средний доход в $29 480 против $21 766 у женщин. Доход на душу населения равен $14 069. Около 12,50% семей и 18,10% всего населения имеют доход ниже прожиточного уровня, в том числе 26,30% из них моложе 18 лет и 7,60% от 65 лет и старше.

## Транспорт

### Автомагистрали
- I-5
- SR 32
- SR 45
- SR 162